# Stephanie Wurmbrand-Stuppach
La comtesse Stephanie von Wurmbrand-Stuppach, née le 26 décembre 1849 à Bratislava et morte le 16 février 1919 à Vienne, est une compositrice et pianiste hongroise. Elle est aussi connue sous le nom de Stephanie Brand-Vrabely.

## Biographie
Stephanie von Wurmbrand-Stuppach est née à Pressburg (maintenant Bratislava), dans l'empire d'Autriche. Son père, Karl von Vrabély, était directeur de la poste royale hongroise. Sa mère, Seraphine Edle von Szlemenics, docteure en droit, était la fille de Paul von Szlemenics. Stephanie montra des talents musicaux précoces et reçut des leçons de piano. Elle publia sa première mélodie à quatorze ans et publia plus tard un recueil de trente mélodies sous le pseudonyme de Stephanie Brand-Vrabely. Elle donna des concerts à Vienne et dans d'autres grandes villes européennes.
Le 6 juillet 1869 elle se maria avec le comte Ernst von Wurmbrand-Stuppach (en), frère d'Adelma Vay (en). Elle travailla comme écrivain, publiant des feuilletons dans les suppléments de plusieurs journaux. En reconnaissance pour son travail elle reçut la Médaille d'argent pour les Arts et les Sciences par Ernest II de Saxe-Cobourg et Gotha.

## Œuvres

### Œuvres pour piano
- Three Character Pieces, op. 8 ;
- Fifteen little fantasy pieces, op. 24 ;
- Five Piano Pieces, op. 25 ;
- Dance scenes, op. 27 ;
- Two dances, op. 29 ;
- Two Noveletten, op. 31 ;
- La Gracieuse, op. 32 ;
- The beautiful Mesuline, op. 33 ;
- Three Piano Pieces, op. 34 ;
- Seven Piano Pieces, op. 37 ;
- Five Piano Pieces, op. 38 ;
- From the mountains, op. 39 ;
- Paraphrase on Two Hungarian Folk Songs, op. 40 ;
- Concert-Paraphase, op. 41 ;
- Ocean, op. 43 ;
- Conzert Etude, op. 44 ;
- Kliczków, op. 45 ;
- Six Piano Pieces, op. 46 ;
- Three Piano Pieces, op. 50 ;
- Aeolian Harp, op. 52 ;
- Piano study for the left hand, op. 53 ;
- Seven Piano Pieces, op. 54 ;
- Barcarolle, op. 55 ;
- Eleven piano pieces, op. 61 ;
- Elf at the spinning wheel, op. 63 ;
- Night Music on Kieferstadtel, op. 64 ;
- Three Piano Pieces ;
- Three Piano Pieces ;
- Three Piano Pieces ;
- Three Piano Pieces ;
- Character piece ;
- Four Piano Pieces ;
- Ivy-leaf ;
- Eight Piano Pieces ;
- Ten Pieces for Piano.

### Sonate pour piano
- Sonate, op. 35.

### Pièces de concert
- Concert pieces in Hungarian style, op. 26 ;
- Concert Piece, op. 57.

### Mélodies
- Der Wald ist kühl, op. 1 ;
- Vier Lieder, op. 28 ;
- Romanze, op. 30 ;
- Nur ein Herz sei mein eigen, op. 61 ;
- Wiegenliedchen.

### Marches
- Graf Wilczel.

### Élégies
- Auf der Glatzen, op. 51.

### Hymne
- Kaiserin Elisabeth-Hymne.

### Danses
- Valse, op. 36 ;
- Valse, op. 42 ;
- Steffi-Walzer, op. 62.

### Quintette
- My day has three hours, op. 23.

### Sonate pour violon
- Sonate[4].